# Sân bay Mizan Teferi
Sân bay Mizan Teferi (IATA: MTF, ICAO: HAMT) là một sân bay ở Mizan Teferi, Ethiopia.